# Vejen hjem (dokumentarfilm fra 1998)
|  | For den danske spillefilm fra 2024 se Vejen hjem |
Vejen hjem er en dokumentarfilm instrueret af Vibeke Juel efter manuskript af Vibeke Juel.

## Handling
Ved gensynet med børneværelset i barndomshjemmet, erindrer Ivar blandt andet den dag, hvor han besluttede, at nu skulle faren aldrig mere se ham græde... To voksne mænd ser tilbage på deres barndom. På deres opvækst i almindelige danske kernefamilier med far, mor og søskende. Begge blev slået af deres fædre i barneårene. Ikke grov vold eller misbrug, men smæk over fars knæ. Den lille, men ydmygende, vold i hverdagen, der fører til angst, had og mindreværd langt op i voksenlivet. Der er megen smerte i de to mænds fortællinger, men også overskud og indsigt, der er til at lære af.